# Tor
För andra betydelser, se Tor (olika betydelser).

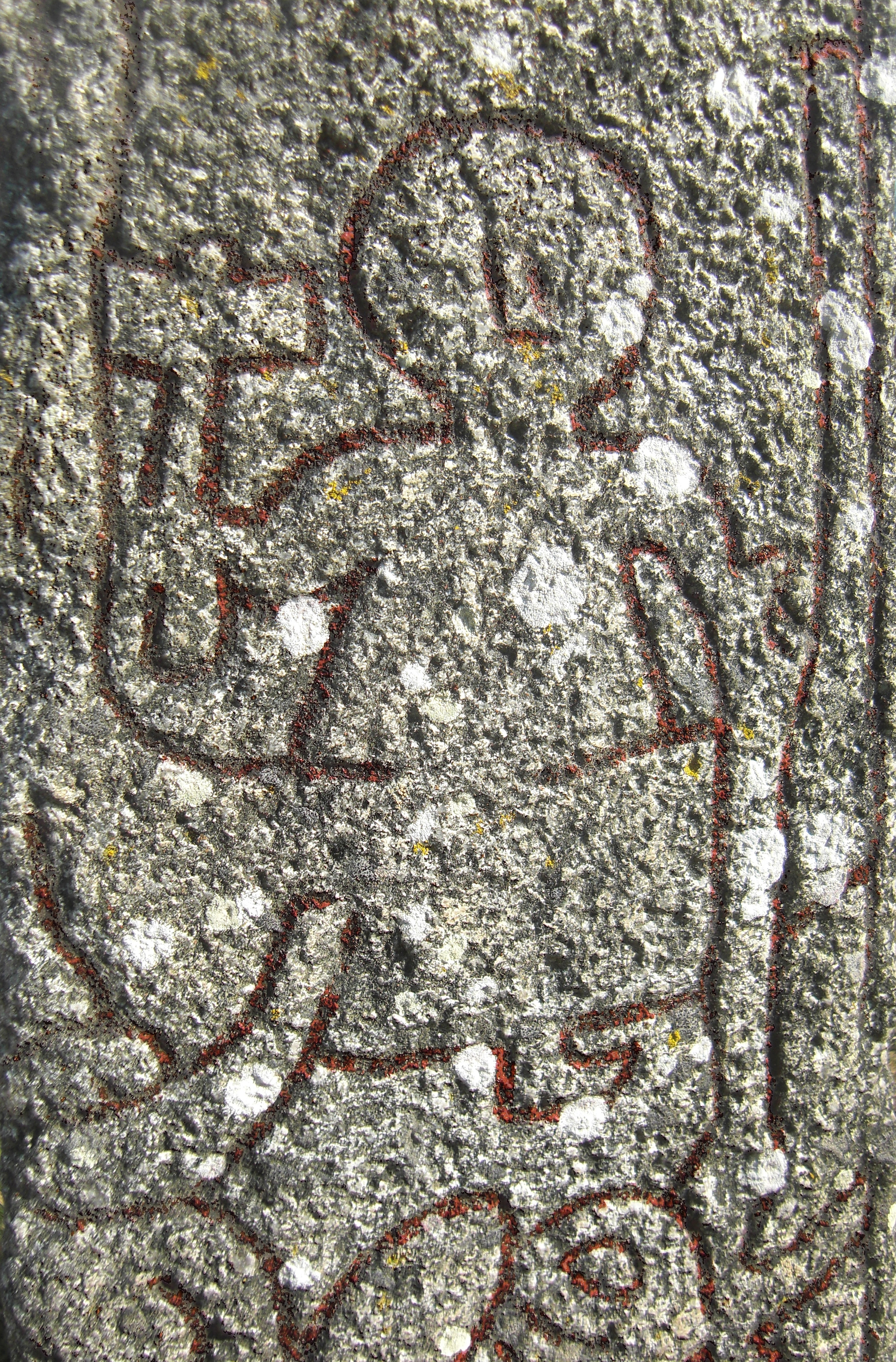
Tors fiskafänge berättas det om i Kvädet om Hymer. Här ses en vikingatida avbildning på Altunastenen i Uppland.

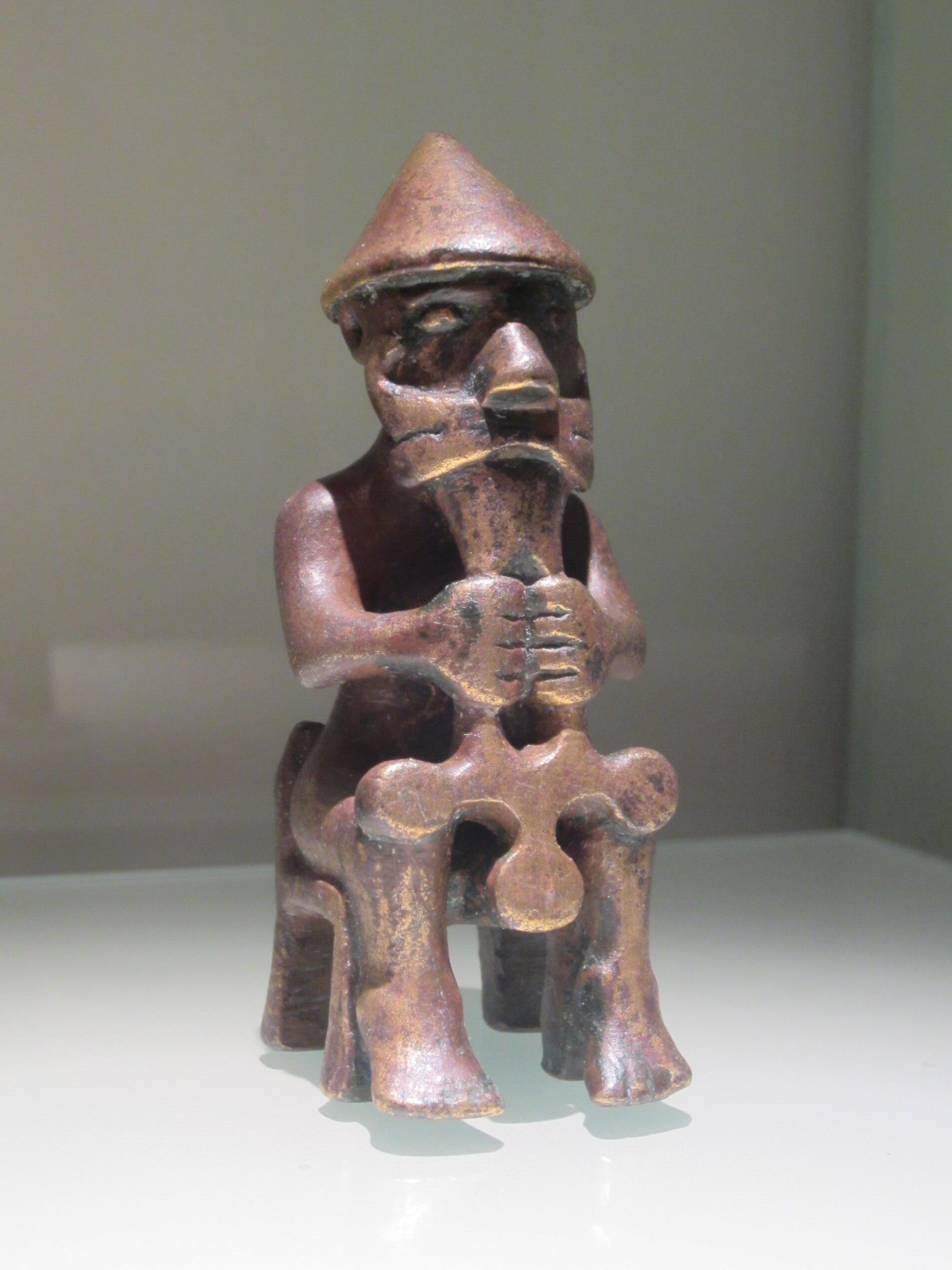
Bronsstaty som tros avbilda Tor med sin hammare Mjölner i skägget, möjligen hednakristen då skägget även efterliknar ett kristet kors.

Tor (runsvenska: ᚦᚢᚱ, Þōr, fornvästnordiska: Þórr, fornhögtyska: Donar, anglosaxiska: Þunor) är en fornnordisk och forngermansk åskgud som dyrkades av germaner i norra Europa.
I den nordiska mytologin är han son till ”allfadern” Oden och asynjan Jord, tillhörande asarnas släkte (fornnordiska: æsir), och näst Oden främst av dessa och starkast av alla gudar och människor. Hans kännetecken är hans kortskaftade stridshammare Mjölner, vilken han kan kasta så den alltid träffar sig mål och alltid söker sig tillbaka till kastarens hand. Med denna rider han runt ovan molnen i sin stridsvagn dragen av hans två bockar, Tandgnissle och Tandglese, och strider mot det onda i form av jättar, varvid hammarens slag bildar åskan, vilket ursprungligen betyder as-åk, hänvisandes Tor. I myten berättas hur Tors bockar slaktas var kväll och äts upp av asagudarna, för att på morgonen åter väckas till livet, då Tor med hammaren Mjölner viger deras skelett. Därtill är det är förbjudet att skada bockarnas ben, då det står utanför hammarens makt att laga dessa, men guden Loke lurade pojken Tjalve att knäcka ett ben för att komma åt benmärgen, varför en av bockarna haltar.
Bland nordmännen i fornnordiska Skandinavien var Tor en beskyddare av mänskligheten och en av de absolut viktigaste och populäraste gudarna. Hans namn återfinns i flertalet ortnamn, mansnamn och kvinnonamn, och hans hammare var en vanlig symbol för asatron analogt till det kristna korset mot slutet av vikingatiden, som symbol sedermera kallat torshammare. Hans bockar kan även ha stått som grund för julbocken.

## Etymologi
För namnbildningar på Tor-, se avsnitt: Namnbildningar.
Tor på svenska härrör från fornsvenska: Þōr och Þūr, från dito runsvenska: Þōr som förekommer i olika varianter i runmaterialet, främst som ᚦᚢᚱ (þur), exempelvis: Vg150, U996, men även ᚦᚬᚱ (þår), exempelvis: U53. I forn- och runsvenskan förekommer Tor främst i namnbildningar, exempelvis: Þōrbern, ”Torbjörn”, samt sammandragningar som Þure, ”Ture”, där även varianterna Þūr- och Þȳr- förekommer, etc. På fornvästnordiska skrivs namnet Þórr.
Fornnordiska Þōr och Þórr är ursprungligen en sammandragning av ett tidigare urnordiska: *ᚦᛟᚾᚨᚱ, ”þonar” (jämför: Oden, Tyr), vilket arkaiserat blir ”Dånar” eller ”Tonar”, alltså ”han som gör dån, det vill säga åska”, vilket i sig bör komma från ett urgermanska: *Þunraz eller möjligen *Þundaraz, substantivering av ett adjektiv *þunraz (”åskande; dundrande”), från vilket kommer bland andra svenska: dunder (ursprungligen betydande ”tordön”), liksom tyska: Donner, frisiska: tonger och engelska: thunder (”åska, dunder”) med mera, till samma stam som svenska ”dån” och ”dön”, längre bak även ”ton”. Äldre germanska namnvarianter är fornhögtyska: ᚹᛁᚷᛁᚦᛟᚾᚨᚱ, wigiþonar, normaliserat Donar, anglosaxiska: Þunor, fornengelska: Þunre och fornsaxiska: Thunær. Huruvida namnet i äldre tid associerades med åskan eller åskguden – eller bådadera – kan ej utläsas från historiska källor.
Tor har snarlika namn i andra germanska språk. Hans namn i de andra nordiska språken är bland annat: danska: Thor eller Tor, färöiska: Tór, isländska: Þór, även i sammansättningarna Ása-Þór (”Asa-Tor”) och Öku-Þór (”Åke-Tor”), och norska: Tor. Även i svenskan finns sammansättningen ”Åsa-Tor”.

## Karaktär

### Attribut

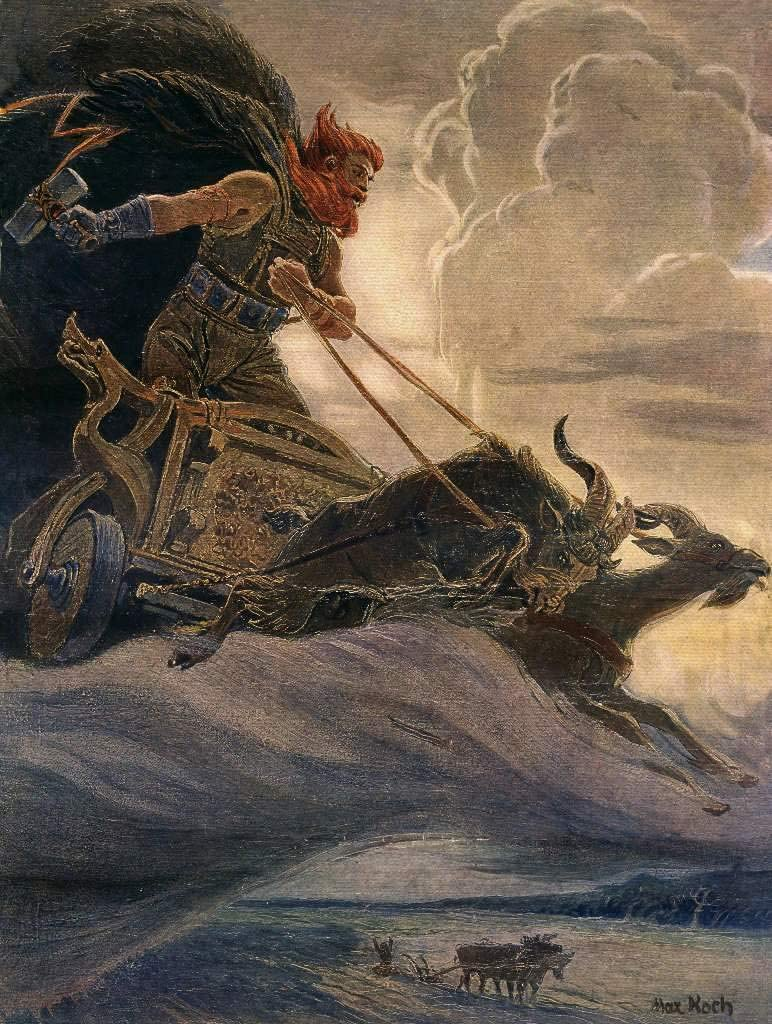
Tor på sin stridsvagn med bockarna Tandgnissle och Tandglese, av Max Friedrich Koch (1905).

Tor beskrivs alltid som gående eller åkande vagn, aldrig ridande till häst, vilket kan uppvisa en skillnad i samhällsklass jämfört med Oden, som ofta rider.[källa behövs] När Tor vredgas åker han runt på sin stridsvagn, dragen av bockarna Tandgnissle och Tandglese (fornnordiska: Tanngnjóstr och Tanngrisnir) bland molnen och strider med sin stridshammare, Mjölner (Mjǫllnir, en symbol för åskviggen), mot det onda i form av jättarna. Hammaren är kortskaftad och kastas mot sina mål med attributet att den aldrig missar för att sedan återvända till kastarens hand. Det är av hammarens slag som åska uppkommer, vilket ursprungligen betyder as-åk, hänvisandes Tor. Se avsnitt: Namnbildningar. I myten berättas hur Tors bockar slaktas var kväll och äts upp av asagudarna, varvid Tor återupplivar dem på morgonen genom att viga deras skelett med hammaren Mjölner. Det är förbjudet att skada bockarnas ben när de äts, då det står utanför hammarens makt att laga dessa, men i myten lurade guden Loke pojken Tjalve att knäcka ett ben för att komma åt benmärgen, och sedan dess haltar en av bockarna.
Andra attribut är bland annat hans styrkebälte (megingjǫrð), som får hans styrka att växa när han drar åt svångremmen, och hans järnhandskar (járngreipr), som han ska behöva för att bruka hammaren, samt ibland en järnstång i vänsterhanden. Dessa återfinns enbart i Snorres Edda och kan vara påhitt från 1200-talet.
I vissa sagor beskrivs Tor med rött skägg, såsom i de isländska sagorna om Slaget vid Fyrisvallarna, dagens Gamla Uppsala. I tre dagar pågick striderna, och natten före tredje stridsdagen ska den anfallande Styrbjörn Starke ha blotat till Tor för att få segern i kommande strid. Samma natt sägs det att en rödskäggig man med bister uppsyn syntes i hans tält och förutsade hans fall. I kommande strid stupade Styrbjörn och hans här flydde. Den försvarande sidan, ledd av svearnas kung Erik, sedermera Erik Segersäll, blotade till Oden och fick av honom segern.

### Familj och liv
Tors hustru är Siv (Sif). De har tillsammans sonen Mode (Móði) och dottern Trud (Þrúðr). Dessutom har Tor, från ett tidigare äktenskap med jättinnan Järnsaxa, sonen Magne (Magni). Deras hem är borgen Bilskirne i Trudvång (Þrúðvangr) i Asgård (Ásgarðr).

## Teologi

### Betydelse
Tor, Oden och Loke (Loki) är de tre gestalter som oftast uppträder i den nordiska mytologin. Tor är tämligen okomplicerad som person och dyrkades främst av enkelt folk – han är böndernas och trälarnas gud och var den populäraste av gudarna. Tor är guden som bringar ordning ur kaos och kallas "Mänsklighetens beskyddare". Liksom de andra asagudarna (æsir) är han inte odödlig. I Ragnarök kommer Tor och Midgårdsormen att döda varandra. Hans båda söner överlever däremot – de har inte utövat makt i denna tidsålder.
När kristendomen blev en allvarlig konkurrent till den gamla religionen blev Tors hammare symbolen för den äldre, liksom korset för de kristna. Man åkallar Tor i frågor som berör vind, väder och årsväxt. Mycket tyder på att Tors vagndragande bockar överlevde kristendomens intåg i form av julbocken.

### I folktron
Berättelser och föreställningar om Tor har överlevt in i modern tid i Sverige. Då förekommer Tor främst som trollens främste fiende. När det åskade kunde man säga att ”nu är Tor ute och åker med sina bockar”. Blixtarna var blänket från hans hammare när han slungade den efter trollen. När blixten slog ned i ett berg trodde man att det bodde troll där. På Gotland kallades åskmolnen för buckar  (bockar). Som en förklaring till att troll inte så ofta syntes till längre så sade man in på 1900-talet i Småland att Tor hade slagit ihjäl de flesta så att de nästan blivit utrotade.
Det finns även en svensk folkvisa som heter Hammarhämtningen som berättar om hur Tor, här kallad Torer och Tor-Karl får sin hammare stulen och för att få den tillbaka blir tvungen att klä ut sig till jungfru Fröjenborg och låtsas gifta sig med trollet Trolletram. Det är alltså samma myt om vilket det finns ett kväde i den äldre Eddan vid namn Kvädet om Trym.

### Bakgrund och liknande gudar
Till ursprunget och funktionen skulle Tor kunna vara besläktad med den fornindiske guden Indra. Likt Tors kamp med jättar utkämpas en liknande strid i indisk mytologi mellan Indra och Asuras. I stort sett till funktionen, men inte till ursprunget påminner Tor också om den grekiske guden Zeus och den romerske Jupiter. Motsvarande finns även i finsk mytologi, där fadersgestalten Ukko antagits ha binamnet Perkele och i Baltikum återfinns Perkūnas i Litauen och Pērkons i Lettland. I slaviska språk återfinns Perun med liknande egenskaper som Tor och i samisk religion motsvaras han av Horagalles. I likhet med många andra indoeuropeiska himmelsgudar kämpar Tor mot en väldig havsorm, Midgårdsormen (Miðgarðsormr), även benämnd Jörmungand (Jǫrmungandr).
Tacitus rapporterar att germanernas dyrkade Hercules – romarna hade för vana att tolka utländska gudar genom att jämföra dem med liknande romerska – vilket har antagits varit för att båda är hjältar som slåss med odjur, agerar som mänsklighetens försvarare och att båda representeras med ett trubbigt närstridsvapen (Hercules klubba och Tors hammare Mjölner). Germanska stammar kan ha tagit till sig romarnas sedvänja att bära ”Herculesklubbor” i in egen analoga motsvarighet, ”Torshammaren”, men hammaren blev först populär som amulett i Norden under vikingatiden när kristendomen blev ett hot mot den gamla religionen.
Enligt vissa religionshistoriker kan Tor, liksom Indra, från början ha varit en höggud. Vid tiden för våra källor, främst poetiska och prosaiska Eddan, hade dock denna roll övertagits av Oden (Óðinn), och då har Tor omdefinierats som Odens äldste son; Tors mor var jorden (Jörð, möjligen ett sidonamn på Frigg, men detta är oklart). Liknande teorier finns även om Tyr.

## Berättelser med Tor
Det finns flera sagor och berättelser med Tor i bilden.
Ett exempel som påvisar Tors styrka är berättelsen om Tors färd till Utgårdaloke. I den reser Tor till Utgård i jättarnas rike. Där blir han utmanad av jättarna att svepa ett av deras dryckeshorn, men hur mycket han än dricker kan han inte svepa hornet, då det visar sig vara havet i förklädnad. Tor får då en annan utmaning, att lyfta en katt, men hur mycket han än lyfter vill inte katten lämna marken, då det visar sig vara Midgårdsormen i förklädnad. Till sist lyckas han dock få katten att lyfta på ena bakbenet, vilket förbryllar jättarna. Som en sista utmaning ska han försöka brotta ner en gammal gumma, vilket inte går alls, då gumman visar sig vara ålderdomen själv i förklädnad, och ingen besegrar ålderdomen.

## Namnbildningar
Det liknande namnet Tore och den feminina formen Tora är ursprungligen kortformer av mansnamn respektive kvinnonamn med förleden Tor- som var rikligt namnbildande under vikingatid och medeltid, flertalet som lever vidare än idag, exempelvis mansnamn: Torbjörn, Torborg, Tore (med varianten Ture), Torgny, Torkel, Torleif, Torsten, Torvald etc, kvinnonamn: Torun. Det lever även vidare i namn på diverse platser som exempelvis Färöarnas huvudstad Torshamn. Se vidare avsnitt: Toponymer.
Förledet Tor- återfinns även i sammansättningen ”tordön”, vilket är synonymt med åska. Åska i sig härrör även guden, belagt i fornsvenskan som asikkia och asækia, en sammanslagning av as (”asagud”) och ökja (”åk”), vilket avser ”Tors åk (med sina bockar)”. Tor har även givit namn åt torsdagen (Tors dag) i svenskan och i övriga germanska språk. Islänningarna har dock ersatt þórsdagur med fimmtudagur.
Den samiska guden Horagalles är även härledd ur Tor, i alla fall lingvistiskt. Namnet är ett lånord från fornnordiska: Þórr Karl (”åsk-karl” eller ”Tor-karl”).

### Toponymer
Ett antal platser i Norden vittnar om dyrkan av guden och möjliga kultplatser. Andra platser, som Torsby i Värmland och Torvalla i Jämtland, har namn som vid första anblick kan tyckas kopplade till Tor, men är förrädiska utvecklingar av namn som "Thore".
- Torhamn i Blekinge län
- Torslunda i Mörbylånga (ursprungligen Thorslunda)
- Torslunda i Tierp
- Torstäva i Blekinge län
- Torsås i Kalmar län
- Torslanda socken (Thorlandum)
- Torup i Hallands län
- Torö (Thoræ)
- Torsö[11]
- Torslanda
- Torsvi (Thorswi)
- Torsåker (Þorsaker)
- Torsång (Thorsanger)
- Torshälla
- Torsholma
- Torsholma (Hammarland, Åland)
- Torsholma (Brändö, Åland)
- Torsvåg
- Torset (Sävsjö kommun)
- Torshov (Norge)
- Thorsminde (Danmark)
- Torsted (Danmark)
- Thorsager (Danmark)
- Thorshøj (Danmark)
- Torshamn på Färöarna
- Þórshöfn (Torshamn) på Island
- Þórsmörk på Island
- Thurso (Torså) i Skottland

Namnet har även angivits för platsnamn i modern tid, såsom Torsgatan i Stockholm.

## Binamn
Bland Tors binamn kan nämnas:
- Alda bergr ("människosläktets beskyddare") är en kenning som används i Kvädet om Hymer.
- Asator (Ásaþórr)
- Enride (Einriði, 'den som färdas ensam')
- Jofur (Jöfurr), i svensk 1700-talsdikt ett namn på åsk- och himmelsguden i nordisk och klassisk religion, antingen Tor eller Jupiter[12] (se Fredmans epistlar N:o 72 och N:o 80 av Carl Michael Bellman).
- Jords son, son av Jord, (i Björn Collinders översättning) eller Jordens son (i Erik Brates och Edvin Thalls översättningar), kenning i Loketrätan och Kvädet om Trym i Poetiska Eddan. I den isländska originaltexten finns Jarðar burr, vilket ordagrant betyder "Jords son".
- Lorride eller Hlorride (Hlór(r)iði, "det bullrande åskvädret"), som fosterson till Hlora[13].
- Odens son, kenning i Trymskvädet
- Thore-Gud, folktrons namn på Tor i Värend enligt Wärend och wirdarne.
- Veor eller Veur (Véorr, Véurr) är ett namn som används i Kvädet om Hymer.
- Vingner (Vingnir, blixtslungaren).
- Vingtor (Vingþórr, blixtslungaren).
- Åketor, (Ökuþórr, 'den vagnskörande Tor')